# Prion
En prion är en infektiös partikel bestående av protein, så kallat prionprotein. Prion är resistent mot inaktivering och orsakar neurodegenerativa sjukdomar bland däggdjur, bland annat galna ko-sjukan hos nötkreatur, scrapie hos får samt Creutzfeldt–Jakobs sjukdom hos människor. För närvarande finns det inga behandlingsmetoder mot prionsjukdomar, som alltid är dödliga.
Prionsjukdomar beror på en felaktig veckning i det normala prionproteinet vilket leder till att den antar en annan form, som därefter fungerar som en mall för att sprida den felaktiga formen till andra prionproteiner.. Till slut kan flera felaktigt veckade proteiner (se proteinveckning) bilda komplex genom att de har gemensamma kontaktytor, varvid risken finns att de bildar en utfällning i cellen. Prionaggregatens konformation har en påverkan på sjukdomens symptom och vilka områden i hjärnan som är mest påverkade. Detta tros vara på grund av hur de olika delarna av aggregaten interagerar med olika kofaktorer i hjärnan. 
Ett infektivt prionprotein kan utvecklas på tre huvudsakliga sätt: spontan felveckning av prionprotein, mutation i den kodande genen (PRNP) och förvärvning från utsidan, t.ex. genom föda.

## Allmänt
Alla andra smittämnen har genetiskt material i form av DNA (eller i vissa virus RNA), med vars hjälp de förökar sig. Prionerna är unika som smittämnen i den mening att de helt saknar genetiskt material (DNA och RNA), och istället smittar genom att förmå andra proteiner att anta samma onormala, felaktigt veckade form som de själva. Exakt hur närvaro av prioner gör att andra proteiner veckas fel är ännu oklart. För tillfället är en teori att prionproteinet får proteinet med normal konformation att återgå till sin primärstruktur. Efter detta fungerar prionproteinet som en mall för att få proteinet med normal konformation att veckas fel. Prionsjukdom kallas ibland för spongiform encefalopati eftersom hjärnvävnaden hos patienter med prionsjukdomar får en svampliknande struktur på grund av bildandet av vakuoler i vävnaden efter celldöd.
De kända prionsjukdomarna beror alla på samma felaktigt veckade protein. Det normala proteinet brukar betecknas PrPC (eng. Prion Protein Cellular) medan det abnorma kallas PrPSc (Prion Protein Scrapie). Det är inte helt klart vilken uppgift PrPC har i kroppen, men det verkar fungera som ett glykoprotein på ytan av neuroner. På grund av detta är PrPC väldigt koncentrerad i hjärnan och ryggraden. De normala PrPC har övervägande alfahelixar i sin sekundärstruktur, medan den felveckade PrPSc domineras av betaflak. Den höga förekomsten av betaflak gör proteiner mera resistent emot höga temperaturer och svårare att bryta ned. Enklare uttryckt är den långa proteinkedjan hopvikt på olika sätt.
Prioner kan omvandla normala proteiner till prioner i alla kroppens celler, men processen är långsam. Eftersom cellerna kontinuerligt delar sig och cellpopulationen byts ut, åstadkommer prionerna ingen större skada i de flesta vävnader. I hjärnans celler, neuron, som omsätts mycket långsamt, orsakar de felaktiga proteinerna vävnadsskador då proteinkomplex binder sig till neuronernas ytor och stör cellen funktion, genom att t.ex. orsaka förkortning av dendriterna, vilket leder till celldöd. Trots att de olika prionsjukdomarna beror på samma skadade protein, drabbar de olika delar av hjärnan.
En prionsjukdom måste emellertid inte spridas genom smitta, utan kan ha ärftlig grund. Den ärftliga varianten av Creutzfeldt–Jakobs sjukdom beror på en mutation i genen för proteinet i fråga. Denna mutation ger upphov till varianter av proteinet som lättare intar den felaktigt veckade formen, och personer som bär detta anlag kan insjukna utan att bli smittade.
Det har också bevisats genom forskning att en virusinfektion kan orsaka felaktig veckning i PrPC och på detta sätt leda till prionsjukdomar. För närvarande har detta bara bevisats ske i neuroblastom celler från möss under laboratorieförhållanden genom användning av en modifierad influensavirus typ A virusvariant. För att leda till prionsjukdom, behövde viruset bara vara närvarande för de första felaktiga veckningen av PrPC, varefter prionsjukdomen kunde sprida sig självständigt. Genom framtida forskning kan det vara möjligt att få reda på om många spontana fall av prionsjukdomar egentligen härstammar från virusinfektioner.

## Upptäckt
Franska läkare visade på 1930-talet att friska får kunde smittas av hjärnvävnad från djur som hade scrapie. Som smittämne föreslogs ett virus. 
1966 visade forskare att schimpanser som injicerats med hjärnmaterial från personer som avlidit i kuru efter en lång tid fick liknande symptom. Även detta förklarade man med ett långsamt virus. 
Stanley B. Prusiner lanserade teorin om prioner 1982. Det var även han som skapade benämningen prion som en kombination av orden "protein" och "infection". År 1984 visade han att PrPC fanns naturligt i kroppen. 1993 visade han att möss som saknade friska proteiner av den sort som kan bli till prioner inte blir sjuka när de injiceras med prioner, medan möss som uttryckte de proteiner som kan deformeras av prionet dog. 1997 fick han Nobelpriset i fysiologi eller medicin för sina upptäckter. Det är ovanligt snabbt; många nobelpris utdelas decennier efter att upptäckterna gjordes. De röster som höjdes för att detta nobelpris utdelades förhastat och att framtiden skulle visa att Prusiner hade fel, har inte så här långt fått rätt.

## Prionsjukdomar
Prionsjukdomar är neurodegenerativa sjukdomar och symptomen är därför ganska liknande även mellan olika arter; allmänna symptom är förändringar i beteendet och kognitiva funktioner, förvirring, dementi och degradation av muskelverksamheten. Varje art har ändå en olikt uppbyggd hjärna och ett unikt prionprotein, så symptomen kan variera.
Exempel på prionsjukdomar bland olika arter:
- Scrapie drabbar får. Symptom är förändringar i beteendet, inkoordination, skakningar och klåda vilket leder till förlust av ull då djuret skrapar sig mot föremål[15].
- Bovine spongiform encephalopathy (BSE), mera känd som galna ko-sjukan drabbar nötkreatur.
- Chronic wasting disease (förtviningssjuka), drabbar hjortdjur främst i Nordamerika, men ett par fall bland renar och älgar har också påträffats i Norge, Finland och Sverige.
- Kuru drabbar människor.
- Creutzfeldt–Jakobs sjukdom (CJD), drabbar människor.
- vCJD, den nya variant av Creutzfeldt–Jakobs sjukdom som orsakas av smitta från nötkött. Drabbar människor.
- Gerstmann–Sträussler–Scheinkers syndrom (GSS), drabbar människor.
- Fatal familjär insomnia (FFI), drabbar människor.